# Daniel Johansson (Sänger)
Daniel Mattias Johansson (* 4. August 1980 in Braås, Växjö) ist ein schwedischer Opern- und Konzertsänger (Tenor und Heldentenor).  Seit 2018 ist er schwedischer Hofsänger.
Zunächst wirkte Johansson im lyrischen und auch italienischen und französischen Fach, inzwischen hat er sich die Heldentenor-Rollen erarbeitet. Am 28. Januar 2021 wurde ihm die Medaille Litteris et Artibus verliehen.
Johansson ist nicht zu verwechseln mit dem österreichischen Tenor Daniel Johannsen.

## Rollen (Auswahl)
- Telemaco – Il ritorno d’Ulisse in patria von Claudio Monteverdi
- Tamino – Zauberflöte von Wolfgang Amadeus Mozart
- Nemorino – Liebestrank von Gaetano Donizetti
- Lohengrin – Lohengrin von Richard Wagner
- Siegmund – Die Walküre von Richard Wagner
- Radames – Aida von Giuseppe Verdi
- Hoffmann – Hoffmann von Jacques Offenbach
- Don José – Carmen von Georges Bizet
- Cavaradossi – Tosca von Giacomo Puccini
- Narraboth – Salome von Richard Strauss
- Bacchus – Ariadne von Richard Strauss
- Matteo – Arabella von Richard Strauss